# 越谷友華
越谷 友華（こしがや ともか、1981年 -）は、日本の作家。2013年に『二万パーセントのアリバイ』で第12回『このミステリーがすごい!』大賞に応募し最終選考に残るも落選。しかし、2014年に隠し玉（編集部推薦）としてのデビューが決定した。

## 作品
- 『二万パーセントのアリバイ』（宝島社、2014年8月）